# ارين كيث سنكلير
ارين كيث سنكلير (بالإنجليزية: Warren Keith Sinclair)‏ هو فيزيائي نيوزلندي، ولد في 9 مارس 1924، وتوفي في 14 مايو 2014.